# Gastón Taborga
Gastón Alberto Taborga Gumucio (Cochabamba, 11 novembre 1960) è un ex calciatore boliviano, di ruolo attaccante.

## Biografia
È sposato con Rosario Vargas e ha un figlio, Gastón.

## Caratteristiche tecniche
Attaccante, giocava come centravanti.

## Carriera

### Club
Debuttò nel 1976 con la maglia del Wilstermann, a sedici anni non ancora compiuti, contro l'Oriente Petrolero. Divenne presto titolare nel club, vestendo la maglia numero 10 e guadagnandosi la nomina a capitano della squadra. Insieme a Jairzinho fu tra i principali fautori della vittoria del Wilstermann nel campionato 1980, ottenuta con un vantaggio di sette punti sul The Strongest. In quella stagione andò a segno 16 volte, mentre il compagno d'attacco Jairzinho marcò 17 gol. Nel 1981 il club replicò il successo in campionato, e divenne la prima squadra boliviana a passare alla seconda fase della Coppa Libertadores. Taborga lasciò il Wilstermann nel 1983, passando al Blooming, guidato dal tecnico cileno Raúl Pino. Con la compagine di Santa Cruz de la Sierra vinse il suo terzo titolo nazionale, nel 1984. Nel 1985 tornò, in prestito, al Wilstermann; nel 1986 fece ritorno al Blooming, ove rimase fino al 1989. Nel 1990 firmò per il Wilstermann, chiudendovi la carriera nel 1995. È al 20º posto nella classifica dei marcatori della Liga del Fútbol Profesional Boliviano con 117 reti, mentre si trova al 1º posto tra i marcatori del Wilstermann con 106 gol.

### Nazionale
Il 26 agosto 1980 fece il suo esordio in Nazionale maggiore, e prese parte alle qualificazioni al campionato mondiale di calcio 1982. Nel 1983 venne incluso nella lista per la Copa América, ma non partecipò a causa di un infortunio. Nito Veiga, commissario tecnico della Bolivia, decise poi di convocarlo per la Copa América 1987. Esordì nella competizione il 1º luglio contro la Colombia, giocando i primi 62 minuti. Quello fu anche l'unico incontro da lui disputato in Coppa America.

## Palmarès

### Club

#### Competizioni nazionali
- Campionato boliviano: 3

Wilstermann: 1980, 1981
Blooming: 1984